# André Gava
André Luiz Gava de Borba, ou simplesmente André Gava (Nova Veneza, 14 de março de 1992), é um futebolista brasileiro que atua como meia. Desde 2017, o atleta joga no futebol da Itália. Ele passou inicialmente pelo Gravina e, desde 2019, está no Fidelis Andria,  ambos clubes da Serie D, competição que equivale à quarta divisão do futebol italiano.

## Carreira
Revelado nas categorias de base do Criciúma, foi bicampeão catarinense em 2010 e 2011 com a equipe júnior. André Gava estreou como profissional em 2011, mas foi apenas no ano seguinte que o meia começou a ter mais oportunidades e se tornou um dos principais jogadores do clube, mesmo que alternando entre banco e titularidade.
Em 13 de agosto de 2012, Luis Álvaro de Oliveira Ribeiro, então presidente do Santos, negociou com o Criciúma a liberação de André Gava e Lucca sem uma compensação financeira. A ideia do Santos era ceder algumas promessas de suas categorias de base ao Tigre. O dirigente santista chegou a jantar com Antenor Angeloni, presidente do Criciúma, e revelou prioridade santista sobre as joias do Criciúma, mas a diretoria do clube catarinense segurou seus principais destaques na Série B de 2012. André Gava terminou o ano de 2012 com 31 partidas jogadas e cinco gols.
Na temporada seguinte, ele começou como titular, mas logo na segunda partida do ano foi para o banco de reservas. Em 2014, durante a segunda fase do Campeonato Catarinense, André Gava foi emprestado ao Atlético de Ibirama, que brigava contra o rebaixamento (o clube acabou conseguindo escapar da queda para a Série B do estadual). No mesmo ano, o atleta se transferiu para o Tombense Futebol Clube, pelo qual foi campeão da Série D do Campeonato Brasileiro.
Em dezembro de 2015, André Gava foi anunciado como reforço do Inter de Lages para a disputa do Campeonato Catarinense. Nessa passagem, que se estendeu até o primeiro semestre de 2017, o atleta marcou, no dia 20 de abril de 2016, o gol da primeira vitória do clube em uma partida fora da Região Sul.
Em 20 de outubro de 2017, o meia acertou sua primeira transferência internacional. O destino foi o Gravina, da quarta divisão do Campeonato Italiano.

## Títulos
Criciúma
- Catarinense Júnior: 2010, 2011

Tombense
- Brasileiro Série D: 2014